# Margareta Blojiška
Gospa Margareta (francuski: Marguerite; o. 1170. – 12. srpnja 1230.) bila je francuska plemkinja, grofica Bloisa suo jure 1218. – 1230.
Bila je kći plemića Teobalda V. Dobrog (umro 1191.) i njegove druge žene Alise, koja je bila kraljevna Francuske, polusestra kraljice Hrvatske Margarete. Bila je i sestra Izabele.
Margareta se udala za Huga od Oisyja, lorda od Montmiraila; Otona I. Burgundskog; te Waltera od Avesnesa.
Otonu je rodila dvije kćeri, Ivanu I. i Beatricu II., a trećem mužu Mariju Blojišku.
Bila je baka Agneze, Beatrice i Adelajde.